# 浜口玄吉
浜口 玄吉（はまぐち げんきち、1914年〈大正3年〉12月17日 - 2001年〈平成13年〉8月24日）は、日本の海軍軍人、海上自衛官。第15代舞鶴地方総監。海機45期。最終階級は海軍少佐、海将。

## 来歴

### 生誕〜海軍機関学校入校
1914年（大正3年）12月17日、浜口徳兵衛・くにの長男として和歌山県新宮市で誕生。浜口家は代々三重県二木島町で廻船問屋を営んでいたが、海事代理士となった父・徳兵衛の代に勝浦港へ移住。浜口は中学卒業まで本籍地である和歌山県東牟婁郡那智勝浦町で過ごした。
1932年（昭和7年）、新宮中学を卒業し海軍兵学校を受験するも失敗。
叔母・美代子が熊野速玉大社宮司・上野殖に嫁いでいたことから、浪人中に新宮市の神倉神社（熊野三山の元宮）の社務所に間借りする。当時、宮司夫妻からの差し入れを届けていた従妹の上野俊を後に妻に迎える。
一年間の浪人生活の後、1933年（昭和8年）、海軍機関学校に合格、入学。以後38年に亘る海軍軍人の道へ第一歩を踏み出した。

### 海軍機関学校時代
1933年（昭和8年）4月、海軍機関学校（京都府舞鶴市、現在は海上自衛隊舞鶴地方総監部、第四術科学校などになっている）に、第45期生として入校する。第一次世界大戦以降、日本の機関技術は目覚ましい進歩を遂げ、太平洋戦争ではタービンやボイラー等の機関の故障による作戦への重大な支障はなく、機関学校の教育水準の高さの証となった。浜口も「機関学校教育こそ最高の教育」と語っている。
機関学校では日曜日や公休日にも訓練や実習があり、まさに「月月火水木金金」の厳しさだったが、休日午後は夕食までの間外出が許可され、生徒倶楽部（東舞鶴市内に指定された民家）に行ったり、市内散策をして浩然の気を養った。
心身鍛錬の科目は特に厳しく、短艇（カッター）訓練では、臀部の皮膚が破れ出血し、浴場の湯が赤く染まったという。また闘球（ラグビー）が体育教科の一つで、当時最強と言われた京都帝大を破ったことを自慢としていたが、試合中に負傷した右手薬指は終生曲がったままだった。
45期の同期には、松平春嶽の孫で後に陸上自衛隊を経て靖国神社宮司となり、「戦犯合祀」を実施したことで知られる松平永芳がおり、戦後も時折懇談した。

### 海軍機関学校卒業～太平洋戦争・終戦
1937年（昭和12年）3月、海軍機関学校を卒業。
海軍機関少尉候補生として任官し、近海航海を経てヨーロッパへの遠洋航海に出る。
1941年（昭和16年）、太平洋戦争開戦時には海軍機関大尉として南方部隊に所属。フィリピン、ボルネオ、スラバヤ各方面の作戦に参加。
多くの艦に乗り多くの作戦に参加したが、転属命令で艦を降りるとその艦が沈没することが度々起こった。通常は機関室で指揮を執っていたが、交戦時は射撃要員に駆り出され、銃座につくこともあった。
戦時中の1943年（昭和18年）に従妹の上野俊と結婚、翌1944年（昭和19年）に長男・哲夫が誕生する。
また一方で、父・徳兵衛を空襲で、弟・侑三（陸軍幼年学校～陸軍士官学校～陸軍航空隊）を訓練中の事故で失う。
海軍機関学校教官を経て少佐となり、第三特攻戦隊参謀として終戦を迎える。

### 戦後～海上自衛隊
1945年（昭和20年）10月、旧佐世保鎮守府に出仕。12月に佐世保地方復員局艦船運航部勤務を命ぜられて以降、旧日本兵の復員関連業務、船舶の安全運航確保のための日本周辺の機雷掃海、更に海上警備隊から海上自衛隊へと軍人生活は続いた。
復員局時代は、主として特別輸送船（復員船）の運航、補給、修理等の業務を行う。海上保安本部時代は、主として戦時中日本周辺海域に敷設された機雷（日本海軍約55,000個、米海軍約11,000個）の掃海、補給業務に従事。海上警備隊時代は、後の海上自衛隊創設を睨んだ各種業務に取り組んだ。1954年（昭和29年）、海上自衛隊創設に伴い、二等海佐となり、護衛艦「しい」艦長に就任。兵学校出身士官の定席だった「艦長」を、海軍史上初めての機関学校出身士官として務めた。
戦後の混乱の中、所属や業務内容、勤務地が頻繁に変わったことで、家族は度重なる引っ越しを余儀なくされた。1947年（昭和22年）、次男彰夫が誕生。1955年（昭和30年）に東京都武蔵野市に居を構えるまで、一家は計7回の引越しを経験する。
当時国民の間では、自衛隊の創設は「実質的な再軍備」との抵抗感が根強くあり、自衛隊隊員や家族達は長期にわたり白眼視された。子供達2人も、転校するたびに教師や級友から「お前の親父は税金泥棒、非国民」といった悪口雑言を浴びせられている。1970年（昭和45年）、海将となった浜口が舞鶴地方総監に就任した際には、当時の京都府知事・蜷川虎三に挨拶すべくアポをとった上で訪問したにもかかわらず、玄関払いをされるという侮辱・屈辱を味わっている。
舞鶴地方総監就任の翌1971年（昭和46年）、定年を待たず勇退、退官。海軍機関学校生徒として青春を燃やし、兵学校教官として多くの若者と交わり、自衛隊創設時の苦労等思い出深い舞鶴の地で、38年に亘る海軍軍人生活に終止符を打つ。

### 退官後
自衛隊退官後は、兵学校教官時代の知己の助力を得て厚木の民間企業に就職。水交会や隊友会の行事・事業等に積極的に参加し、地元・武蔵野市選出の都議会議員の要請に応じて「戦争の悲惨さ、平和を守り、国を守ることの意義、重要性」を度々講演、訴える。
1985年（昭和60年）、永年の功績により、勲三等瑞宝章を授与される。
2001年（平成13年）初夏、小脳に腫瘍が見つかり、入院。8月24日、86歳8カ月の生涯を終える。
没後、正四位に叙せられる。

## 人物・エピソード
- 妻となった上野俊は、母方の従妹で七つ違い。幼い頃からよく行き来した仲だが、血族結婚ということで親族や周囲からの反対の声も大きかった。何故結ばれたかについて当人たちは「お姫様育ちのじゃじゃ馬娘に貰い手などないから」「貧乏な八人兄妹の長男に嫁など来ないから」と、互いにボランティア精神を強調した。
- 特攻隊参謀時代は、任務につく兵を見送りながら、胸痛く涙したという。
- 終戦の日、敗戦という現実に直面し、軍人として自決すべきか否か、短刀を手にし沈思黙考。散って行った同胞、戦友、そして妻子のためにも、生きて日本の平和と再建に努力しようと心に決め、短刀を置く。
- 1966年（昭和41年）にアメリカ海軍の経理補給制度、施設及び管理に関する研修を受けるためアメリカを訪問。その国土の広さ、物資の豊富さ、軍事力の強大さ等々を初めて目のあたりにし、「よくこんな国と戦争をしたものだ」と述懐。
- 趣味は読書・麻雀・将棋・水泳・野球・卓球・ゴルフ・ウォーキングなど。中でも五十の手習いで始めたゴルフは、息子二人とプレイすることが何よりも楽しみで、TV局勤務の長男が主催するゴルフコンペの会長となり、多くの芸能人やスポーツ選手等との交流を持つ。
- 海上自衛隊第二術科学校校長時代に、『海軍機関学校、海軍兵学校舞鶴分校・生活とその精神』が浜口を含む有志により刊行され、機関学校の歴史を記録する貴重な資料となっている。また、2001年（平成13年）12月に『第三五三分隊三号生徒』が、岸尚（海軍兵学校第76期）の尽力により刊行された。分隊監事としてインタビューを受け、本の完成を心待ちにしていたが、その思いは届かなかった。

## 履歴
- 1914年（大正3年）-和歌山県新宮市に生まれる。
- 1932年（昭和7年）-新宮中学卒業。
- 1933年（昭和8年）-海軍機関学校入学。第45期生。
- 1937年（昭和12年）-海軍機関学校卒業。海軍機関少尉候補生。装甲巡洋艦「磐手」（練習艦隊）乗組。近海航海後ヨーロッパに遠洋航海。軽巡洋艦「名取」乗組。
- 1938年（昭和13年）-海軍機関少尉。軽巡洋艦「那珂」乗組。駆逐艦「叢雲」（第一艦隊）乗組。
- 1939年（昭和14年）-海軍機関中尉。重巡洋艦「古鷹」（第六戦隊）分隊長。
- 1941年（昭和16年）-海軍機関大尉。駆逐艦「村雨」（第二艦隊）機関長兼分隊長。
- 1942年（昭和17年）-海軍大尉。ミッドウエー作戦、ベンガル湾作戦、ガダルカナル輸送作戦に従事。
- 1943年（昭和18年）-海軍工機学校高等科学生。第二十四特別根拠地隊（アンボン）参謀。海軍機関学校教官兼監事。熊野速玉大社宮司の長女・上野俊と結婚。
- 1944年（昭和19年）-海軍少佐。海軍機関学校が海軍兵学校と統合、舞鶴分校となる。長男・哲夫誕生。
- 1945年（昭和20年）-第三特攻戦隊参謀（九州大村湾・川棚）。終戦後、佐世保地方復員局艦船運航部に勤務。
- 1946年（昭和21年）-大阪地方復員局、兼田辺陸地連絡所に勤務。
- 1947年（昭和22年）-二男・彰夫誕生
- 1948年（昭和23年）-運輸事務官。神戸海上保安本部兼大阪海上保安部に勤務。
- 1949年（昭和24年）-神戸海上保安本部掃海補給部に勤務。
- 1950年（昭和25年）-海上保安庁第五管区神戸海上保安本部航路啓開部に勤務。
- 1951年（昭和26年）-海上保安官二等海上保安正。海上警備隊発足（海上保安庁内に設置）に伴い、海上警備官となり横須賀地方総監部勤務。後に舞鶴地方総監部勤務となり、練習隊所属。
- 1953年（昭和28年）-横須賀地方総監部、第一船隊群司令部勤務。
- 1954年（昭和29年）-第十二船隊所属、警備艇「すみれ」船長に就任。自衛隊法施行により海上自衛隊が創設されると二等海佐となり、「すみれ」艇長兼「ふよう」艇長に就任。後に第三護衛隊所属となり、護衛艦「しい」艦長就任。
- 1955年（昭和30年）-海上幕僚監部防衛部訓練課勤務。東京都武蔵野市に自宅を新築。
- 1956年（昭和31年）-海上自衛隊幹部学校入校。
- 1957年（昭和32年）-海上自衛隊幹部学校卒業。海上幕僚監部防衛部防衛課勤務。
- 1958年（昭和33年）-一等海佐に昇任、防衛研修所へ入所。
- 1959年（昭和34年）-防衛研修所での研修を終え、海上幕僚監部に復帰。統合幕僚会議事務局第四幕僚室勤務。
- 1961年（昭和36年）-海上幕僚監部経理補給部経理課長。
- 1964年（昭和39年）-海上自衛隊第二術科学校副校長兼総務部長。
- 1965年（昭和40年）-海上幕僚監部経理補給部副部長。海将補に昇任。
- 1966年（昭和41年）-海上幕僚監部経理補給部長。米国へ短期研修。
- 1968年（昭和43年）-海上自衛隊第二術科学校長。
- 1969年（昭和44年）-海将に昇任。
- 1970年（昭和45年）-舞鶴地方総監。
- 1971年（昭和46年）-海上自衛隊退官。
- 1985年（昭和60年）-勲三等瑞宝章。
- 2001年（平成13年）-癌により死去。正四位に叙せられる。